# История суфизма
Возникновение мистического течения в исламе — суфизма, происходит в конце VII века, как аскетического направления религии. На протяжении следующих столетий данное учение распространяется на обширные территории мусульманского Востока, оказывая огромное влияние на духовную и материальную культуру местного населения.

## Зарождение учения. Возникновение захидов
Профессор Е. Э. Бертельс одной из причин зарождения суфизма считал социально-экономическое положение, создавшееся после смерти пророка Мухаммеда в мусульманской общине. Проанализировав жизнь общества и степень его социального расслоения при первых двух халифах — Абу Бакре и Омаре, и сравнив с последующими изменениями в политической конъюнктуре на Аравийском полуострове, учёный пришёл к выводу, что: 
…Можно с довольно большой уверенностью полагать, что как в годы правления Мухаммада, так и в годы правления его первых двух «заместителей» Абу Бакра и Омара, арабское общество Мекки и Медины представляло собой своеобразную религиозную общину, в которой светской власти в полном смысле этого слова, в сущности, не было… Можно думать, что образ жизни Абу Бакра и Омара действительно мало чем отличался от образа жизни любого члена общины, в том числе даже и наименее материально обеспеченного
Аналогичные причины выдвигает и А. А. Хисматулин, который также указывает, что возникновение мистического направления связано с вопросом преемственности власти, нуждавшегося в новой идеологической обработке.
Если при первых двух преемниках пророка социально-политические противоречия нивелировались и сглаживались за счёт успешной военной экспансии, то уже при третьем халифе Усмане начинается резкое расслоение среди арабского общества, которое особенно заметно было на фоне обогащения Омейядов — родственников халифа. Именно тогда, по мнению учёных, возникает «шиа» (араб:شيعة) — группировка противников Усмана, в дальнейшем положившее начало новому движению — шиизму. В 656 году халиф Усман был убит восставшим населением и его место занял Али — зять пророка Мухаммада.
Власть нового правителя была не прочна: так её не признал сирийский наместник Муавия. В ходе гражданской войны, в 661 году, Али был убит хариджитом, членом секты, последователи которой не заключили перемирия с Муавией и выделились в отдельное течение.

Как предполагает Е. Э. Бертельс именно эти события положили начало учению, которое сегодня известно как «суннизм». По мнению историка, новая власть Омейядов нуждалась в обосновании своей легитимности и с этой целью правительством поощрялась запись хадисов, возникли мухаддисы — собиратели хадисов и толкователи Корана: 
…Но совершенно очевидно, что если можно было придумать самый хадис, то создать подложную цепочку передатчиков было ещё проще. Интересно отметить, что создание подложных хадисов отнюдь не воспринимали как действие позорное или преступное, им даже гордились… При таких условиях не удивительно, что, не скупясь на дары, Омейяды легко могли найти среди мухаддисов людей, готовых на любой подлог для оправдания того или иного действия носителей власти. Первые мухаддисы пользовались в массах большим авторитетом
Впоследствии недовольство политикой Омейядов, выразившееся в серии восстаний, привело к снижению доверия к мухаддисам, которые ассоциировались у людей с властью, что привело к выделению из их числа группы недовольных, которые считали, что только на личном примере, не только трактуя и передавая хадисы, но и соблюдая их (буквально следуя заветам пророка), можно вернуть доверие общества. Так и появилось «аскетическое течение» или «зародыш суфизма». Тогда они ещё не дифференцируются, а носят общее название «захид» — «отшельник». Е. Э. Бертельс приводит факты, что захиды не принимали никаких даров от халифа, даже соприкосновение с имуществом слуги правителя могло послужить причиной, чтобы перестать использовать какую-либо вещь или животное.

Именно в это время среди захидов составляются первые мистические произведения, главным из которых является сочинение о Рабиа ал-Адавийа, женщине которую многие суфии считали основателем привнесения «Любви» в ислам: 
– Ты нечиста, – услышала она внезапно голос, – что же это за искания, которыми ты столь преисполнена? Если ты жаждешь Меня – Я явлю тебе один лишь проблеск Своей славы и полностью уничтожу тебя.
– О Господь Всемогущий, – ответила она, – Рабия не способна воспринять великолепие лика Твоего. Единственное, чего я жажду, – это всего лишь духовной нищеты.
– “Всего лишь”? О Рабия, нищета – это бич разрушающий, это гнев Мой, и Я помещаю его на пути тех, кто умер для своего “я”. Я привлекаю их к Себе, и тогда. когда меньше чем на волос остаётся между ними и Единением, Я пускаю прахом начинания их и отбрасываю их прочь, удерживая на отдалении. Ты же пока занавешена семьюдесятью тысячами завес. И лишь когда избавишься ты от этих завес и приблизишься к Пути, может, и удостоишься ты той нищеты, которой жаждешь  .
Таким образом, сложные социально-экономические процессы в мусульманской общине раннего ислама стали основной базой для зарождения мусульманского мистицизма, пока ещё не оформившегося.
Существуют и иные теории о возникновении суфизма. Суфийская традиция относит возникновение учения к пророку Мухаммеду, называя в числе основателей многих его сподвижников — Салмана Фариси, Абу Дарда, Абу Зарра и других. По этому мнению, существовала группа Асхаб ас-Суффу численностью от 70 до 300 человек, которая отдавала приоритет духовной и аскетической практике. Эта гипотеза выводится из постулата, что на момент смерти пророка ислам был окончательно оформлен.

## Становление учения. Создание теоретической базы

### Легализация и создание «суфийской науки»
В X—XI веках когда резко возросла популярность суфийского образа жизни и мировоззрения. Увеличилось число сторонников и сложилась в общих чертах собственно суфийская традиция, которая отличалась от прочих идейных и религиозных течений в исламе. В это время были созданы сочинения, в которых зафиксировались главные положения «суфийской науки» (илм ат-тасаввуф, илм хазихи-т-таифа). Авторы этих сочинений пытались доказать правомочности существования суфизма в лоне ислама и оправдать его теории и практики. Из дошедших до нас «классических руководств» по
суфизму наиболее известны «Китаб аль-люма» ас-Сарраджа ат-Туси, «Китаб ат-таарруф» аль-Калабази, «Кут аль-кулуб» Абу Талиба аль-Макки, «Рисалат аль-маламатия», «Адаб ас-сухба» и другие трактаты ас-Сулами, «Рисала фи-т-тасаввуф» аль-Кушайри, «Кашф аль-махджуб» аль-Худжвири написанное им на персидском языке и другие произведения.
Среди биографий ранних суфиев наиболее известны «Табакат ас-суфия» ас-Сулами и «Хильят аль-авлия» Абу Нуайма . В «Хильят аль-авлия» автор причисляет к «ранним» суфиям Али ибн Абу Талиба и других сподвижников пророка Мухаммеда. В книге «Хакаик ат-тафсир» ас-Сулами отразил суфийскую традицию эзотерического толкования Корана.
Важнейшим итогом деятельности перечисленных авторов была систематизация суфийского знания. Они закрепили особую, свойственной лишь суфиям терминологию (истилахат аль-каум) для обозначения различных элементов суфийской практики.

### Аль-Мухасиби
Важную роль в становлении суфизма как определённого учения сыграл Харис аль-Мухасиби. Если первые захиды ещё не выделяли какие-то теоретические проблемы, то аль-Мухасиби первым выделил вопросы теологии, на которые и попробовал найти ответы в своём труде «Соблюдение прав Аллаха». Так, изучая природу человеческих помыслов, он приходит к выводу о необходимости проследить соотношение между внешними действиями человека и духовными (исходящими от сердца), впервые упомянув такие понятия, как «муракаба ва мухасаба» — самоотчёт, самоопределение, и «хал» — чувства радости, тоски и грусти, которые могут быть дарованы только Аллахом.
Сочинения аль-Мухасиби имели огромную роль в последующем развитии исламского мистицизма. Уже в IX веке возникает целый ряд школ, среди которых Маламатийа и Багдадская школа аль-Джунайда.

### Маламатийа
Видными представителями были Абу Хафс аль-Хаддад и Абу Салих аль-Кассар. Основой для этого учения стало понятие рийа — лицемерие, преодолеть которое можно только путём самосовершенствования, знать о котором должен только Бог. Всё, что в душе человека, все благие поступки должны быть тайной (отсюда и «рийа» — показная святость — лицемерие).

### Багдадская школа
Признавая понятие рийа, представители данной школы вкладывали в это слово несколько другое понятие — бояться надо не внешнего (перед людьми), а внутреннего (перед самим собой) лицемерия. По словам основателя учения, Абу-л-Касима аль-Джунайда аль-Хаззаза, «Созерцание воздания за служение Богу возможно лишь при условии забвения о щедротах Бога», ибо «единственное бытие — бытие Божества».
В истории раннего суфизма Байазид аль-Бистами под самопознанием и самоочищением понимал не боязнь впасть в лицемерие (перед людьми или самим собой), а любовь и преданность Богу. Главным, по его мнению, является «растворение (небытие) в Божестве» (араб: فناء في الله — «Фана фи Лляхи») и уничтожение собственного «Я» (араб: بقاء بالله — «Бака би Лляхи»), которые стали одними из важнейших в исламском мистицизме (См. подр.: Абу Язид Бистами).

### Учение Мансура аль-Халладжа
По преданию Мансур аль-Халадж родился около 858 года и сначала был учеником известного суфийского учёного Сахла ат-Тустари (знаменит таким понятием как «муджахад» — «внутренний» джихад человека против своих низменных страстей). Продолжил учение как аль-Джунайда, так и Байазида аль-Бистами, развив идеи о «единении с Божеством» до абсолюта. Он, как и аль-Бистами, считал, что целью жизни должно быть стремление к соединению с Божеством, подобно «любящему в Возлюбленном». Что внутри Божества есть божественный дух (рух-и натика — рациональный дух), который может соединиться с ищущим истину аскетом, после чего последний становится «святым» («вали»), а также свидетелем бытия Бога и его частичным воплощением — отсюда и его знаменитая фраза — «Я есмь истина» — أنا الحق . Такие взгляды вызвали жёсткую негативную реакцию у сторонников «правоверного» ислама и 26 марта 922 года аль-Халладж был казнён, став первым суфийским мучеником.